# Clarendon (Nowy Jork)
Clarendon – miasto w Stanach Zjednoczonych, w stanie Nowy Jork, w hrabstwie Orleans.